# 17141 Bhatia
17141 Bhatia este o planetă minoră (asteroid), cu un diametru de 5,067 km, din centura de asteroizi. A fost descoperită pe 12 mai 1999 la Experimental Test Site⁠(d) de Lincoln Near-Earth Asteroid Research. 
Obiectul prezintă o orbită caracterizată de o semiaxă mare de 2,5353388 UAi, o excentricitate de 0,0865236, o înclinație de 16,11022 ° în raport cu ecliptica.